# Independent Spirit Awards 2008
Die 23. Verleihung der Independent Spirit Awards fand am 23. Februar 2008 statt, traditionell einen Tag vor der Oscarverleihung. Der Filmpreis zeichnet Hollywood-unabhängige Filmproduktionen des vergangenen Kalenderjahres, so genannte Independentfilme, aus. Die Verleihung wurde live in den USA von dem Fernsehsender IFC ausgestrahlt.
Die Nominierungen wurden von der Organisation Film Independent am 27. November 2007 am Strand von Santa Monica, Kalifornien, bekanntgegeben. Als Favoriten galten Julian Schnabels und Todd Haynes’ Filmbiografien Schmetterling und Taucherglocke (Originaltitel: Le Scaphandre et le Papillon, US-amerikanischer Verleihtitel: The Diving Bell and the Butterfly) beziehungsweise I’m Not There sowie Jason Reitmans Komödie Juno. Alle drei Spielfilme kamen auf je vier Nominierungen und konnten sich Chancen auf den Sieg in den wichtigen Kategorien Bester Film und Beste Regie ausrechnen. Schnabels französische Produktion hatte bereits im Vorfeld auf den Filmfestspielen von Cannes 2007 den Regiepreis gewonnen. Haynes’ am Leben von Bob Dylan orientierter Streifen war auf den Filmfestspielen von Venedig 2007 mit dem Darstellerpreis für Cate Blanchett gewürdigt worden, die als Beste Nebendarstellerin Berücksichtigung fand.
Ebenfalls auf vier Nominierungen kam Tamara Jenkins’ Die Geschwister Savage, der jedoch nicht in der Kategorie Bester Film nominiert wurde. In der Komödie sind Laura Linney und Philip Seymour Hoffman als Geschwisterpaar zu sehen, das sich mit ihrem pflegebedürftigen Vater (gespielt von Philip Bosco) konfrontiert sieht. Je drei Nominierungen erhielten Jeffrey Blitz’ High-School-Komödie Rocket Science, Michael Winterbottoms Literaturverfilmung Ein mutiger Weg mit Angelina Jolie, Gus Van Sants Cannes-Beitrag Paranoid Park und Ang Lees erotischer Thriller Gefahr und Begierde. Lees Beitrag, der auf den diesjährigen Filmfestspielen von Venedig mit dem Goldenen Löwen prämiert wurde, fand unter anderem in den beiden Hauptdarsteller-Kategorien Berücksichtigung, in denen die chinesischen Schauspieler Tony Leung Chiu Wai und Kinodebütantin Tang Wei Chancen hatten, mit dem US-amerikanischen Filmpreis ausgezeichnet zu werden. In der Kategorie Bester ausländischer Film trafen mit Cristian Mungius Drama 4 Monate, 3 Wochen und 2 Tage, Gewinner der Goldenen Palme von Cannes, sowie Vincent Paronnauds und Marjane Satrapis Comic-Verfilmung Persepolis die Kandidaten Rumäniens und Frankreichs auf eine Oscar-Nominierung in der Kategorie Bester fremdsprachiger Film aufeinander. Beide Produktionen buhlten am 1. Dezember 2007 auch um den Europäischen Filmpreis, mit dem besseren Ende für Mungius Film, während der deutsche Oscar-Kandidat Auf der anderen Seite von Fatih Akın nicht nominiert wurde. Eine postume Nominierung erhielt die im November 2006 ermordete Filmemacherin Adrienne Shelly für das Skript zu ihrer letzten Regiearbeit Jennas Kuchen – Für Liebe gibt es kein Rezept. Für ihr erstes Drehbuch wurde Zoe Cassavetes’ Spielfilm Broken English nominiert. Die Tochter des bekannten Filmregisseurs John Cassavetes (1929–1989) und der Schauspielerin Gena Rowlands übernahm bei dem Beziehungsdrama auch die Regie.

## Gewinner und Nominierte

### Bester Film(Best Feature)
Juno – Produktion: Lianne Halfon, John Malkovich, Mason Novick und Russell Smith
Schmetterling und Taucherglocke (Le scaphandre et le papillon) – Produktion: Kathleen Kennedy und Jon Kilik
I’m Not There – Produktion: Christine Vachon, John Sloss, John Goldwyn und James D. Stern
Ein mutiger Weg (A Mighty Heart) – Produktion: Dede Gardner, Andrew Eaton und Brad Pitt
Paranoid Park – Produktion: Neil Kopp und David Cress

### Beste Regie(Best Director)
Julian Schnabel – Schmetterling und Taucherglocke (Le scaphandre et le papillon)
Todd Haynes – I’m Not There
Tamara Jenkins – Die Geschwister Savage (The Savages)
Jason Reitman – Juno
Gus Van Sant – Paranoid Park

### Bester Hauptdarsteller(Best Male Lead)
Philip Seymour Hoffman – Die Geschwister Savage (The Savages)
Pedro Castaneda – August Evening
Don Cheadle – Talk to Me
Tony Leung Chiu Wai – Gefahr und Begierde (色, 戒; Sè, jiè)
Frank Langella – Starting Out in the Evening

### Beste Hauptdarstellerin(Best Female Lead)
Elliot Page – Juno
Angelina Jolie – Ein mutiger Weg (A Mighty Heart)
Sienna Miller – Interview
Parker Posey – Broken English
Tang Wei – Gefahr und Begierde (色, 戒; Sè, jiè)

### Bester Nebendarsteller(Best Supporting Male)
Chiwetel Ejiofor – Talk to Me
Marcus Carl Franklin – I’m Not There
Kene Holliday – Great World of Sound
Irrfan Khan – The Namesake
Steve Zahn – Rescue Dawn

### Beste Nebendarstellerin(Best Supporting Female)
Cate Blanchett – I’m Not There
Anna Kendrick – Rocket Science
Jennifer Jason Leigh – Margot und die Hochzeit (Margot at the Wedding)
Tamara Podemski – Four Sheets to the Wind
Marisa Tomei – Tödliche Entscheidung – Before the Devil Knows You’re Dead

### Bestes Drehbuch(Best Screenplay)
Tamara Jenkins – Die Geschwister Savage (The Savages)
Ronald Harwood – Schmetterling und Taucherglocke (Le scaphandre et le papillon)
Fred Parnes und Andrew Wagner – Starting Out in the Evening
Adrienne Shelly – Jennas Kuchen – Für Liebe gibt es kein Rezept (Waitress)
Mike White – Year of the Dog

### Bester Erstlingsfilm(Best First Feature)
Die Regeln der Gewalt (The Lookout) – Regie: Scott Frank
2 Tage Paris (Deux jours à Paris) – Regie: Julie Delpy
Great World of Sound – Regie: Craig Zobel
Rocket Science – Regie: Jeffrey Blitz
Vanaja – Regie: Rajnesh Domalpalli

### Bestes Erstlingsdrehbuch(Best First Screenplay)
Diablo Cody – Juno
Jeffrey Blitz – Rocket Science
Zoe Cassavetes – Broken English
Kelly Masterson – Tödliche Entscheidung – Before the Devil Knows You’re Dead
John Orloff – Ein mutiger Weg (A Mighty Heart)

### Beste Kamera(Best Cinematography)
Janusz Kamiński – Schmetterling und Taucherglocke (Le scaphandre et le papillon)
Mott Hupful – Die Geschwister Savage (The Savages)
Milton Kam – Vanaja
Mihai Malaimare Jr. – Jugend ohne Jugend (Youth Without Youth)
Rodrigo Prieto – Gefahr und Begierde (色, 戒; Sè, jiè)

### Beste Dokumentation(Best Documentary)
Crazy Love – Regie: Dan Klores
Lake of Fire – Regie: Tony Kaye
Manufactured Landscapes – Regie: Jennifer Baichwal
The Monastery: Mr. Vig and the Nun – Pernille Rose Grønkjær
The Prisoner or: How I Planned to Kill Tony Blair – Petra Epperlein und Michael Tucker

### Bester ausländischer Film(Best Foreign Film)
Once – Regie: John Carney (Irland)
4 Monate, 3 Wochen und 2 Tage (4 luni, 3 săptămâni și 2 zile) – Regie: Cristian Mungiu (Rumänien)
Die Band von nebenan (Bikur Ha-Tizmoret) – Regie: Eran Kolirin (Israel)
Lady Chatterley – Pascale Ferran (Frankreich)
Persepolis – Vincent Paronnaud und Marjane Satrapi (Frankreich)

### John Cassavetes Award
(Beste Filmproduktion mit einem Budget unter 500.000 US-Dollar)
August Evening – Regie: Chris Eska
Owl and the Sparrow – Regie: Stephane Gauger
The Pool – Regie: Chris Smith
Quiet City – Regie: Aaron Katz
Shotgun Stories – Regie: Jeff Nichols

### Robert Altman Award
I’m Not There – Regie, Casting-Regisseur und Schauspielensemble

### Axium Truer Than Fiction Award
(jährlich seit 1997 zu vergebender Regiepreis an einen herausragenden nonfiktionalen Film. Inbegriffen ist eine finanzielle Beihilfe)
Laura Dunn – The Unforeseen
Gary Hustwit – Helvetica
John Maringouin – Running Stumbled

### Axium Producers Award
(jährlich seit 1998 zu vergebender Preis an einen Produzenten, der einen qualitativ hochwertigen Independentfilm produziert hat. Inbegriffen ist eine finanzielle Beihilfe)
Neil Kopp – Paranoid Park bzw. Old Joy
Anne Clements – Ping Pong Playa bzw. Quinceañera
Alex Ferris – Cthulhu bzw. Police Beat

### IFC/Acura Someone to Watch Award
(jährlich seit 1995 zu vergebender Preis an einen Independent-Filmemacher von außergewöhnlichem Talent. Inbegriffen ist eine finanzielle Beihilfe)
Ramin Bahrani – Chop Shop
Lee Isaac Chung – Munyurangabo
Ronald Bronstein – Frownland